# 劲直阴地蕨属
劲直阴地蕨属（学名：Sahashia）是瓶尔小草科下的一个属。2020年从小阴地蕨属(Botrychium Sw.)中独立出单系分支劲直阴地蕨属。

## 下属物种
本属包括以下物种：
- 劲直阴地蕨 Sahashia stricta (L.) Li Bing Zhang & Liang Zhang